# 東宝映画第三撮影所
東宝映画第三撮影所（とうほうえいがだいさんさつえいじょ）は、かつて存在した日本の映画スタジオである。もともとは、東京発声映画製作所が1937年（昭和12年）3月に建設・開所したもので、現在の東宝の前身である東宝映画が、同社を1941年（昭和16年）12月に合併し、同社のスタジオがこの名称となった。現在は、その後の経緯で大蔵映画が所有し、1974年（昭和49年）に撮影所としての歴史を閉じ、複合レジャー施設オークラランドとなっている。

## データ
- 所在地 : 東京市世田谷区世田谷4丁目（現在の東京都同区桜3-24-1）

北緯35度38分26.18秒 東経139度38分19.02秒 / 北緯35.6406056度 東経139.6386167度

## 名称の変遷
| 年号   | 名称               | 経営会社           | 備考                             |
| ------ | ------------------ | ------------------ | -------------------------------- |
| 1937年 | 東京発声映画製作所 | 東京発声映画製作所 | 開所 - 設立は1935年3月、日活資本 |
| 1941年 | 東宝映画第三撮影所 | 東宝映画           |                                  |
| 1943年 | 東宝第三撮影所     | 東宝               |                                  |
| 1947年 | 新東宝第二撮影所   | 新東宝             |                                  |
| 1960年 | 富士映画撮影所     | 富士映画           |                                  |
| 1960年 | 大蔵映画撮影所     | 大蔵映画           |                                  |
| 1974年 | オークラランド     | 大蔵映画           | 現行                             |

## 略歴・概要
サイレント映画時代末期の1935年（昭和10年）3月、日本活動写真株式会社（現在の日活）が、日活多摩川撮影所（現在の角川大映撮影所）にトーキーに特化した製作会社東京発声映画製作所を設立、同社が、日活との提携を離れて、1937年（昭和12年）3月に同地に建設・開所したトーキー専用スタジオ東京発声映画製作所が本撮影所の最初の姿であった。設立当初は、映画監督の重宗務が所長、脚本家の八田尚之が企画脚本部長であった。近隣には東京農業大学や東急自動車学校しかなかった。
1941年（昭和16年）12月、同社が東宝映画と合併し、同製作所は東宝映画第三撮影所と名称を変更した。東宝映画東京撮影所（現在の東宝スタジオ）や東宝映画第二撮影所（現在の東京メディアシティ）がある「砧村」からは、世田谷通りを東に行く、ずいぶん離れた立地であった。1943年（昭和18年）12月には、東宝映画が東京宝塚劇場と合併し、現在の東宝となった。同撮影所はの東宝第三撮影所と名称を変更した。
1947年（昭和22年）3月25日、新東宝の設立とともに新東宝第二撮影所となる。特撮用のプールやオープンセットがあった。
1960年（昭和35年）、当時の新東宝の社長大蔵貢が、自らの別会社富士映画に同撮影所を譲渡させ、富士映画撮影所となる。同年12月1日、大蔵は新東宝を解任され、大蔵映画を設立、同撮影所は大蔵映画撮影所となる。第1作は大蔵の製作総指揮、小森白監督の『太平洋戦争と姫ゆり部隊』（配給大映）であったが、興行的に失敗、同撮影所内にオークラボウルを建設して、スタジオ部分を縮小した。
1974年（昭和49年）、大蔵映画は同撮影所を閉鎖、同敷地を総合レジャー施設オークラランドとした。37年の歴史に幕を閉じた。